# Canton de Vicdessos
Pour les articles homonymes, voir Vicdessos (homonymie).
Le canton de Vicdessos est une ancienne division administrative française située dans le département de l'Ariège.

## Géographie
Ce canton était organisé autour de Vicdessos dans l'arrondissement de Foix. Son altitude variait de 615 m (Siguer) à 3 140 m (Auzat) pour une altitude moyenne de 830 m.

## Représentation

### Conseillers généraux de 1833 à 2015
| Période | Période          | Identité                   | Étiquette              | Qualité |
| ------- | ---------------- | -------------------------- | ---------------------- | --- |
| 1833    | 1839             | André Vergniès-Bouichères  |                        | Maître de forges à Vicdessos |
| 1839    | 1842             | Victor Vergniès-Bouichères |                        | Maître de forges à Vicdessos |
| 1842    | 1848             | Charles Casimir Dugabé     | Majorité ministérielle | Avocat à Toulouse Député (1834-1848) |
| 1848    | 1852             | Clément Rousse             |                        | Juge de paix à Vicdessos |
| 1852    | 1867             | Antoine Pic                |                        | Avocat puis bâtonnier de l'Ordre des Avocats de Foix |
| 1867    | 1871             | Jean-Paul Victorin Galy    |                        | Maire d'Auzat |
| 1871    | 1877             | Louis Delcurrou            | Républicain            | Procureur de la République à Toulouse puis Avocat Général à la Cour d'appel de Pau |
| 1877    | 1883             | Paul Léon Aclocque         | Droite                 | Administrateur de la Société métallurgique de l'Ariège à Toulouse Député (1871-1877) |
| 1883    | 1888 (démission) | Paul Franc-Baron           | Républicain            | Négociant à Vicdessos |
| 1888    | 1919             | Théophile Delcassé         | Gauche radicale        | Journaliste Député (1889-1919) Ministre (entre 1895 et 1915) Ambassadeur de France à Saint-Pétersbourg |
| 1920    | 1926             | Georges Dutilh             | Rad.                   | Avocat-avoué, Maire de Foix (1919-1930) |
| 1926    | 1937             | Paul Caujolle              | Rad. puis PRS          | Expert-comptable près le Tribunal de la Seine Maire de Siguer (1891-1955) |
| 1937    | 1940             | Marcel Barrère-Cassagnet   | SFIO                   | Médecin à Vicdessos, résistant mort à Buchenwald le 20 mai 1945 |
|         |                  |                            |                        | |
| 1943    | 1945             | Alexandre Denjean          | Rad.                   | Boulanger Conseiller d'arrondissement, maire d'Auzat Nommé conseiller départemental en 1943 Déclaré inéligible le 18 janvier 1945                                                                                 |
|         |                  |                            |                        | |
| 1945    | 1982 (démission) | Jean Nayrou                | SFIO puis PS           | Agriculteur Maire de Suc-et-Sentenac (1953-1965) adjoint au Maire de Foix (1965-1971) maire de La Bastide-de-Sérou (1971-1983) sénateur de l'Ariège (1955-1980) Elu en 1982 dans le Canton de La Bastide-de-Sérou |
| 1982    | 1992             | Émile Serny (1922-1999)    | PS                     | Responsable de bureau d'études Maire de Gestiès (1959-1999), ancien résistant |
| 1992    | 2015             | Bernard Piquemal           | PS                     | Directeur du Centre de gestion de l'Ariège en retraite Maire d’Auzat (1985-2014) Ancien président de la communauté de communes d'Auzat-Vicdessos Vice-président du Conseil général                                |

### Conseillers d'arrondissement (de 1833 à 1940)
| Période                                  | Période          | Identité                        | Étiquette   | Qualité |
| ---------------------------------------- | ---------------- | ------------------------------- | ----------- | --- |
| 1833                                     | 1845             | Marc Antoine François Deguilhem |             | Notaire à Vicdessos                                                                                         |
| 1845                                     | 1847 (décès)     | Marc Antoine Barbe (1793-1847)  |             | Négociant, maire de Vicdessos                                                                               |
|                                          |                  |                                 |             | |
|                                          | 1871             | Théodose Barbe                  |             | Maire de Sem                                                                                                |
|                                          |                  |                                 |             | |
|                                          | 1885 (démission) | Henry Barbe                     | Républicain | Notaire à Vicdessos                                                                                         |
| 1885                                     | 1892             | Édouard Barbe                   | Droite      | Avocat à Pamiers                                                                                            |
| 1892                                     | 1904             | M. Cazes                        | Républicain | |
| 1904                                     | 1910             | Jean-Baptiste Maury             |             | Propriétaire-cultivateur, maire d'Auzat                                                                     |
| 1910                                     |                  | M. Serin                        | Républicain | |
|                                          |                  |                                 |             | |
|                                          | 1919             | Joseph-Julien Biclet            |             | Ingénieur civil, directeur d'usine à Auzat                                                                  |
| 1919                                     | 1935 (décès)     | Bernard Eychenié (1871-1935)    | Radical     | Charpentier, maire de Vicdessos                                                                             |
| 1936                                     | 1940             | Alexandre Denjean               | Radical     | Boulanger, maire d'Auzat                                                                                    |
| 1940                                     |                  |                                 |             | Les conseils d'arrondissement ont été suspendus par la loi du 12 octobre 1940 et n'ont jamais été réactivés |
| Les données manquantes sont à compléter. |                  |                                 |             | |

## Composition
Le canton de Vicdessos regroupait 10 communes et comptait 1 349 habitants (recensement de 2006 sans doubles comptes).
| Nom                   | Code Insee | Intercommunalité      | Population (dernière pop. légale) |
| --------------------- | ---------- | --------------------- | --------------------------------- |
| Vicdessos (chef-lieu) | 09334      | CC de la Haute Ariège | 536 (2014)                        |
| Auzat                 | 09030      | CC de la Haute-Ariège | 544 (2014)                        |
| Gestiès               | 09134      | CC de la Haute-Ariège | 22 (2014)                         |
| Goulier               | 09135      | CC de la Haute Ariège | 43 (2014)                         |
| Illier-et-Laramade    | 09143      | CC de la Haute-Ariège | 23 (2014)                         |
| Lercoul               | 09162      | CC de la Haute-Ariège | 26 (2014)                         |
| Orus                  | 09222      | CC de la Haute-Ariège | 26 (2014)                         |
| Sem                   | 09286      | CC de la Haute Ariège | 23 (2014)                         |
| Siguer                | 09295      | CC de la Haute-Ariège | 102 (2014)                        |
| Suc-et-Sentenac       | 09302      | CC de la Haute Ariège | 48 (2014)                         |

## Démographie
| 1962  | 1968  | 1975  | 1982  | 1990  | 1999  | 2006  | 2011  | 2012  |
| ----- | ----- | ----- | ----- | ----- | ----- | ----- | ----- | ----- |
| 2 171 | 1 873 | 1 694 | 1 805 | 1 525 | 1 449 | 1 349 | 1 440 | 1 422 |